# Горње Средоречје
Горње Средоречје (мкд. Горно Средоречие) је насеље у Северној Македонији, у западном делу државе. Горње Средоречје припада општини Дебарца.

## Географија
Насеље Горње Средоречје је смештено у западном делу Северне Македоније. Од најближег града, Охрида, насеље је удаљено 30 km северно.
Горње Средоречје се налази у историјској области Дебарца, која обухвата слив реке Сатеске и са изразитим планинским обележјем. Насеље је смештено у средишњем, долинском делу области. Јужно од насеља издиже се планина Мазатар, а источно Плакенска планина. Западно од насеља протиче речица Сатеска. Надморска висина насеља је приближно 790 метара.
Клима у насељу је планинска.

## Становништво
Горње Средоречје је према последњем попису из 2002. године имало 14 становника. 
Већину становништва чине етнички Македонци (100%).
Већинска вероисповест је православље.